# Paul Hartley
Paul James Hartley (* 19. Oktober 1976 in Hamilton) ist ein ehemaliger schottischer Fußballspieler und heutiger -trainer.

## Karriere

### Spieler
Hartley begann seine Profilaufbahn 1994 bei Hamilton Academical und spielte zwei Saisons bei den Accies, bis Millwall ihn für 400.000 Pfund in die englische Liga lotste, wo er ein Jahr spielte und auch für die schottische U-21 Nationalmannschaft auflief. 1997 kehrte er gegen eine Ablöse von 150.000 Pfund nach Schottland zurück und spielte für die Raith Rovers, bevor er sich eine Saison darauf Hibernian anschloss und mit den Hibs aus der First Division in die Scottish Premier League aufstieg.
1999/00 wurde er kurz zu Greenock Morton ausgeliehen, schloss sich dann aber St. Johnstone an, das jedoch am Saisonende abstieg.
Während seiner Zeit bei den Saints funktionierte ihn Billy Stark vom Flügelspieler zum zentralen Mittelfeldspieler um. Diese Umstellung trug bald Früchte, denn Hartleys Leistungen wurden immer besser. 2003 kehrte er ins Oberhaus zurück, als er ablösefrei bei Heart of Midlothian unterschrieb. Bei den Hearts verbesserte Hartley sich weiter und half ihnen 2003/04, den dritten Platz und damit den UEFA-Pokal zu erreichen.
Im Januar 2005 bot Celtic 300.000 Pfund für Hartley, was die Hearts aber ablehnten. Er erhielt daraufhin einen Vertrag mit verbesserten Bezügen.
Im März 2005 bestritt Paul Hartley gegen Italien sein erstes Länderspiel für Schottland. Er erhielt weitere Berufungen und konnte seinen ersten Treffer im Nationaldress beim 3:0-Sieg über Slowenien im Oktober 2005 verbuchen.
Einer von Hartleys wohl besten Auftritten war sein Drei-Tore-Spiel im Halbfinale des Scottish FA Cups gegen den Erzrivalen der Hearts, Hibernian. Dies war sein erster Hattrick als Profi. Im Finale wurde er nach schwacher Leistung des Feldes verwiesen, das Team aus Edinburgh blieb gegen den damaligen Drittligisten Gretna trotzdem siegreich und gewannen im Elfmeterschießen.
Im Januar 2007 bemühten sich die Rangers aus Glasgow und Aston Villa um Hartleys Dienste. Hearts-Trainer Valdas Ivanauskas lehnte beide Angebote ab. Am 26. Januar wurde jedoch bestätigt, dass Paul Hartley zum Verkauf steht und für das nächste Spiel nicht im Kader stehen würde. Hartley wurde schließlich am 31. Januar für 1,1 Millionen Pfund an Celtic verkauft. Hartley konnte mit Celtic zweimal den Meistertitel erringen. Mit Ende der Saison 2008/09 wurde sein Vertrag jedoch nicht mehr verlängert. Danach stand er bei Bristol City unter Vertrag.

### Trainer
Im Oktober 2017 übernahm Hartley den Trainerposten beim Zweitligisten FC Falkirk, Nach einem schwachen Start in die Saison 2018/19, in der der Klub nach drei Spielen ohne Punktgewinn auf dem letzten Tabellenplatz stand, trennten sich Trainer und Verein Ende August 2018 wieder.